# Pietkuniszki (sielsowiet Plusy)
Pietkuniszki – dawna wieś. Tereny, na których była położona, leżą obecnie na Białorusi, w obwodzie witebskim, w rejonie brasławskim, w sielsowiecie Plusy.
Dawna nazwa wsi to Petkuniszki.

## Historia
W czasach zaborów wieś leżała w granicach Imperium Rosyjskiego.
W latach 1921–1945 zaścianek leżał w Polsce, w województwie nowogródzkim (od 1926 w województwie wileńskim), w powiecie brasławskim, w gminie Plusy.
Według Powszechnego Spisu Ludności z 1921 roku zamieszkiwało tu 33 osoby, wszystkie były wyznania rzymskokatolickiego. Jednocześnie 5 mieszkańców zadeklarowało polską przynależność narodową a 28 białoruską. Było tu 7 budynków mieszkalnych. W 1931 w 5 domach zamieszkiwało 25 osób.
Wierni należeli do parafii rzymskokatolickiej w Plusach. Miejscowość podlegała pod Sąd Grodzki w Brasławiu i Okręgowy w Wilnie; właściwy urząd pocztowy mieścił się w Plusach.